# Lavara
Lavara  este un oraș în Grecia în Prefectura Evros.